# Editorial Papeles de Buenos Aires
Editorial Papeles de Buenos Aires fue una editorial argentina fundada y dirigida por el poeta Roberto Jorge Santoro, la cual inició su actividad en 1971 y cesó en 1977, año en que Santoro fue detenido y desaparecido por la dictadura cívico-militar argentina. Tanto la Editorial Papeles de Buenos Aires como la Editorial Gente de Buenos Aires formaron parte y estuvieron vinculadas al Grupo Gente de Buenos Aires.

## Características
Las ediciones de Papeles de Buenos Aires se destacaron por ser autogestivas, interdisciplinarias y populares, en sintonía con los principios promovidos por el Grupo Gente de Buenos Aires. La editorial decidió alejarse de los circuitos editoriales tradicionales y de sus sistemas de distribución, lo que le permitió consolidar una independencia en cuanto a contenido y estética. En relación con esto, si bien las ediciones eran caseras, se caracterizaron por ser muy prolijas y por mantener una armonía estética, logrando a la vez que el precio de venta final fuera económico y estuviera al alcance de todos. Finalmente, en cuanto a la integración de disciplinas, el proyecto vinculó dos en particular: combinó la poesía (contenido principal de los libros editados), con ilustraciones y dibujos de distintos artistas plásticos.

## Libros, cajas y carpetas

Portada de Literatura de la Pelota, (1971).

El primer libro publicado por la Editorial Papeles de Buenos Aires fue Literatura de la pelota (1971), una antología de escritos sobre fútbol compilada por Roberto Jorge Santoro. Considerada una obra pionera, fue la primera recopilación en Argentina que abordó el fútbol desde una perspectiva literaria. La antología reúne una variedad de géneros que incluyen poemas, crónicas de diarios y revistas, fragmentos de novelas, testimonios y referencias varias. Cada texto explora y retrata el fútbol no solo como deporte, sino también como fenómeno social, cultural y político, y, fundamentalmente, como un sentimiento popular y colectivo.

Santoro sentía una profunda pasión por el fútbol, que se reflejaba tanto en su vida personal, en su amor por Racing Club de Avellaneda,como en su obra poética, donde el fútbol era un tema recurrente, especialmente en su libro De tango y lo demás. La investigación, búsqueda y selección de materiales para esta antología le llevó a Santoro varios años. Durante ese tiempo, recorrió bibliotecas populares, librerías y hemerotecas, además de realizar reiteradas visitas a la AFA, archivos y estadios del fútbol argentino, donde no solo entrevistó a hinchas de distintos clubes, sino que también documentó canciones de cancha.La selección de autores incluyó a Augusto Mario Delfino, Horacio Quiroga, José Gabriel, Roberto Arlt, Baldomero Fernández Moreno, Ezequiel Martínez Estrada, Last Reason, Héctor Gagliardi, Leopoldo Marechal, de Lellis, Luis Medrano, Mujica Lainez, entre muchos otros. 

Poema-Volante, «Mangaso Lírico», por Roberto Jorge Santoro.

El carácter autogestivo de Literatura de la pelota se reflejó en su financiación. Si bien Santoro siempre se destacó por su ingenio y picardía, tanto para promocionar sus proyectos como para conseguir los fondos necesarios para concretarlos, en este caso recurrió a un método particularmente original: el Poema-Volante «Mangaso Lírico». Este volante era ofrecido por Santoro a amigos y allegados, así como también a los clientes del puesto de feria en el que trabajaba vendiendo productos de limpieza en un mercado de la Ciudad de Buenos Aires. El Poema-Volante, además de ser una obra poética en sí misma, funcionaba como un “bono”, una especie de venta anticipada o preventa en términos actuales, ya que quien lo adquiriera podía cambiarlo por un ejemplar del libro una vez publicado. 
Mangaso Lírico: Igualito al basurero / que llaman recolector / vestido de pordiosero / yo le mango a usted un favor / Le dejo aquí la tarjeta / guárdela tiene valor / el libro que se publique / por usted se publicó / Como el caballo de circo / que saludando se va / le dejo como recuerdo / mi dedo y me identidad.

Portada de Poesía en General (1973) de Roberto Jorge Santoro.

Además de Literatura de la pelota, Santoro autoeditó dos obras con la Editorial Papeles de Buenos Aires: A ras del suelo (1971), una carpeta con ocho poemas ilustrados por Carlos Barbieri, Walter Canevaro y Jorge Werffeli, y Poesía en general (1973), una caja con veinte poemas y dieciocho dibujos de varios artistas plásticos. 
Esta última publicación presentó dos características paratextuales curiosas. La primera fue una faja con un texto que Santoro decidió agregar debido a que las tapas se habían impreso al revés: "Errose: El maleficio militar / al imprentero hizo equivocar / Amigo lector comprenda / del error ninguno escapa / en este libro carpeta / se dieron vuelta las tapas. El Autor". 
La segunda, el colofón, que refleja el humor y el sarcasmo de Santoro: "Bajo los manes por ahora victoriosos del Prode, la tortura, la carestía, la desocupación, los negociados y las elecciones fraudulentas, se dio por finalizada la edición de este monumento gráfico poético, en la Ciudad de Buenos Aires, en el último día del mes de enero de 1973 (…) No se ha hecho el depósito que marca la Ley 11.723 todavía."

## Colección La Pluma y la Palabra

Colección «La Pluma y La Palabra» - Editorial Papeles de Buenos Aires.

En 1974, Roberto Jorge Santoro inauguró la colección La Pluma y la Palabra, una serie de carpetas de poemas que llegó a contar con 38 títulos. La selección de autores incluyó tanto nombres emergentes como otros alejados del canon o poco célebres, salvo algunas excepciones, como Raúl González Tuñón, Elías Castelnuovo y Álvaro Yunque.La variedad de autores recuerda la misma mezcla que Santoro había propuesto en Literatura de la pelota: "Lo alto y lo bajo, lo popular y lo oficial, los consagrados y los olvidados, la capital y 'el interior', todo entremezclado".
Las ediciones de esta colección, conocidas como “carpetas”, presentaban una estética particular y coherente. En el exterior, todas eran uniformes en cuanto a tamaño y formato: consistían en simples carpetas de papelería de diferentes colores (rojo, azul, verde, marrón, naranja, amarillo, entre otros), con un tamaño de 28 cm de alto y 18 cm de ancho. En la portada, con letras tipográficas, figuraba en la parte superior el nombre del autor o autora, en el centro el título de la obra y, en la parte inferior, la inscripción «Editorial Papeles de Buenos Aires». En la contraportada, se indicaba «Colección La Pluma y la Palabra» en la parte superior y, en la inferior, el número correspondiente de la colección. En cuanto al interior, una solapa abrochada sostenía hojas sueltas sin numerar, impresas en distintos tipos de papel, que contenían: 
- Datos biográficos del autor, con su lugar y fecha de nacimiento, junto con un detalle de su obra publicada.
- Una ilustración realizada por un artista plástico.
- Una "declaración jurada", en la que el poeta expresaba su pensamiento. y compromiso, ya fuera a través de un verso, poema o texto.
- Hojas con los poemas del autor.[7][1][3]

## Títulos de la Colección La Pluma y la Palabra
- 01 - El enano - Mahfud Massis
- 02 - El banco en la plaza - Raúl González Tuñón
- 03 - Palabra de honor - Carlos Enrique Urquía
- 04 - Orgía ontológica - Pedro Godoy
- 05 - Más cuestiones con la vida - Humberto Costantini
- 06 - Según yo - Francisco Bagala
- 07 - Región gris - Felipe Reisin
- 08 - Telegramas urgentes - Ana María Sturla
- 09 - Versos en la ciudad - Antonio Requeni
- 10 - La challa - Héctor Borda Leaño
- 11 - Rastros - Federico Moreyra
- 12 - Baladas - Diego Mare
- 13 - El nudo corredizo - Mario Leasing
- 14 - De caminante - Elvio Romero
- 15 - Ceremonia íntima - Antonio Aliverti
- 16 - Hay sol en Buenos Aires - Rafael Alberto Vásquez
- 17 - La paz en los asesinos - Vicente Zito Lema
- 18 - No negociable - Roberto Jorge Santoro
- 19 - Poemas 1946-1955 - Luis Luchi
- 20 - Postales - Néstor Groppa
- 21 - Retratos - Carlos Patiño
- 22 - El tigre fuera de la bolsa - Oscar R. F. García
- 23 - A lengua viva - Víctor Mazzi
- 24 - Otras instantáneas - Enrique Puccia
- 25 - La ventana - César López Ocón
- 26 - Sumo y sigo - Beatriz Esterkind
- 27 - Canto filoso - Oscar González
- 28 - Una sangre para el día - Dardo S. Dorronzoro
- 29 - Nueve tangos - Héctor Miguel Angeli
- 30 - Poemas a la marchanta - Alberto Costa
- 31 - El mar se embarca - Luis Franco
- 32 - Al paredón - Enrique Courau
- 33 - El espejo - Lucas Moreno
- 34 - Poemas para encontrar a Cervantes - Álvaro Yunque
- 35 - Integración - Carlos Penelas
- 36 - Información sumaria - Gustavo Adolfo Valdés
- 37 - Caña fístula - Elías Castelnuovo
- 38 - Una razón suficiente - Hugo Ditaranto